# Vaudrevange
Vaudrevange, en allemand Wallerfangen, est une commune en Sarre.
Ancienne cité du duché de Lorraine, chef-lieu du bailliage d'Allemagne qui regroupait la partie germanophone du duché. La ville a été démantelée par le roi Louis XIV de France en 1680 lors de l'édification de la ville de Sarrelouis.

## Géographie

### Quartiers
- Bedersdorf
- Düren
- Gisingen
- Ihn
- Ittersdorf
- Kerlingen
- Leiding
- Oberlimberg
- Rammelfangen
- St. Barbara (Sankt Barbara)
- Vaudrevange

## Toponymie
La commune s'appelait Walderfinga en 962, puis Walderfingen durant le Moyen Âge.
Le terme Vaudrevange en est une francisation qui a connu des variantes comme Waudrevange, Vaudervange, Valdrevange, Valdervange,
Vaudrefange et Valderfange.

## Histoire
Il est fait mention de la commune dès 996 dans une donation.
À la fin du XVe siècle, Adam de Vaudrevange était receveur du bailliage d'Allemagne.
Le 3 mars 1581, le bailliage d'Allemagne fut établi dans cette commune.
La commune était également le chef-lieu d'une ancienne prévôté qui fut transférée à Berus, ensuite à Bouzonville en 1705. 
Pendant les guerres de Lorraine sous Charles IV, Vaudrevange fut abandonnée au pillage et réduite en cendres par les troupes Suédoises. Comme elle n'était pas bien fortifiée mais opulente, elle y était souvent exposée.
En 1680, à la suite des traités de Nimègue que Charles V n'avait pas voulu accepter, Louis XIV demeura maître de la Lorraine. Vaudrevange était alors très limitée par le malheur des guerres et le roi fit ruiner cette ville. En 1692, elle avait encore un couvent de capucins qui fut transféré à Sarrelouis.
Depuis, Vaudrevange n'est plus qu'un village du diocèse de Trèves.
Plus tard, cette localité fit partie de l'arrondissement de Thionville dans le canton de Relling (ou Reling). Puis fut cédée à la Prusse par un traité du 20 novembre 1815.
En 1944-45, des troupes de la US Army libéraient Vaudrevange.

## Héraldique
Armoiries de 1608 : D'azur, à un fer de moulin d'argent.

## Administration
- 1816-1816 : Peter Wagner
- 1816-1820 : Franz von Lasalle
- 1820-1833 : Philipp Bertrand
- 1833-1841 : August Winter
- 1841-1851 : Matthias Mungen
- 1851-1889 : Adolf von Galhau
- 1889-1909 : René von Boch-Galhau
- 1909-1917 : Freiherr von Korff
- 1917-1920 : Neß (Vertreter)
- 1920-1924 : Emanuel Villeroy de Galhau
- 1925-1935 : Peter Jacob
- 1936-1939 : Dr Erich Spengler
- 1939-1943 : Norbert Engel
- 1946-1949 : Nikolaus Adler
- 1949-1956 : Jakob Bruß
- 1956-1964 : Albert Baldauf (CDU)
- 1964-1969 : Walter Büschel (SPD)
- 1969-1973 : Dr Erwin Müller (CDU)
- 1974-1977 : Rudolf Klein (CDU)
- 1977-1994 : Walter Hettinger (CDU)
- 1994-2010 : Wolfgang Wiltz (CDU)
- 2010-2019 : Günter Zahn (SPD)
- 2019-        : Horst Trenz (SPD)

## Personnalités liées à la commune
- Adrien de Walderfingen, receveur de Sierck et du bailliage d’Allemagne[11].
- Le grand-père du célèbre gangster américain John Dillinger est né en 1831 dans cette commune, à Gisingen[12]. Patronyme probablement originaire de Dillingen.
- Carl Zenner (1899-1966), homme politique allemand né à Oberlimberg.
- Franz von Papen, officier, diplomate et homme d'État.

## Jumelages
- Saint-Vallier (Saône-et-Loire) (France)